# Cecilia Bowes-Lyon
Cecilia Nina Bowes-Lyon, grevinde af Strathmore og Kinghorne (født 11. september 1862, død 23. juni 1938) var mor til dronning Elizabeth, den senere dronningemoder, og dermed dronning Elisabeth 2. af Storbritanniens mormor.

## Liv
Hun blev født i London som ældste datter af pastor Charles Cavendish-Bentick (barnebarn af den britiske statsminister William Henry Cavendish-Bentinck, 3. hertug af Portland), og hans kone, Louisa (født Brunaby). Den 16. juli 1881 blev hun gift med Claude Bowes-Lyon, Lord Glamis (Petersham i Surrey. De fik ti børn. Claude arvede sin fars titel, jarl af Strathmore og Kinghorne, i 1904, og Cecilia blev grevinde af Strathmore og Kinghorne. 
Strathmore omfatter to store huse: Glamis Castle og St. Paul's Walden Bury. Cecilia var selskabeligt anlagt, en udmærket værtinde og dygtig til at spille klaver. Hun var selv ansvarlig for udformningen af den italienske have ved Glamis Slot og stod for husholdningen. Under første verdenskrig var Glamis  rekonvalescenshjem for sårede. Her var hun aktivt med, til hun fik kræft. I oktober 1921 blev hun opereret for livmoderkræft og i maj 1922 var hun med til fejringen af forlovelsen mellem hendes yngste datter og kongens søn, prins Albert, hertugen af York. Han blev Georg VI året efter. Hun var dybt religiøs, en ivrig gartner,  broderede og foretrak et roligt familienliv. Da hun blev kontaktet af en pressefotograf under abdikationskrisen (Edward 8. af Storbritannien) afviste hun ham med "I shouldn't waste a photograph on me". 
Lady Strathmore fik en hjerteanfald i april 1938 under brylluppet mellem hendes sønnedatter Anne Bowes-Lyon og Thomas Anson, vicomte Anson. (I 1950 blev Anne Bowes-Lyon gift med Prins Georg af Danmark og blev prinsesse Anne af Danmark). 
Cecilia Bowes-Lyon døde otte uger senere, 75 år gammel i Bryanston Street i London. 
Lady Strathmore overlevede seks af sine ti børn. Hun blev begravet den 27. juni 1938 ved Glamis slot.

## Titulering
- 1862-1881: Miss Cecilia Cavendish-Bentick
- 1881-1904: Lady Glamis
- 1904-1938: The Right Honourable grevinde af Strathmore og Kinghorne